# 円山木ノ頭
円山木ノ頭（えんざんぎの あたま/かしら）は丹沢山地東部、丹沢山の北東に位置する標高1,360mの山である。丹沢三峰の一峰で、中峰とも呼ばれる。

## 周辺の山
- 丹沢山（1,567m）
- 丹沢三峰
  - 太礼ノ頭（1,352m）
  - 円山木ノ頭（1,360m）
  - 本間ノ頭（1,345m）
- 栂立ノ頭（849m）
- 高畑山（766m）